# Празимо (Вибо Валенција)
Празимо је насеље у Италији у округу Вибо Валенција, региону Калабрија.
Према процени из 2011. у насељу је живело 9 становника. Насеље се налази на надморској висини од 92 м.